# SAP ERP
SAP ERP (als Oberbegriff für die ERP-Systeme von SAP) ist die wesentliche Hauptproduktlinie des deutschen Software-Unternehmens SAP SE, die es seit 1993 vertreibt. ERP steht für Enterprise-Resource-Planning oder Unternehmens-Informationssystem, womit alle geschäftsrelevanten Bereiche eines Unternehmens im Zusammenhang betrachtet werden können.
Bis Dezember 2003 wurde das Produkt unter dem Namen SAP R/3 vermarktet, bis 2007 unter mySAP ERP. Die letzte angebotene R/3-Version heißt R/3 Enterprise 4.70 Extension Set 2.00. Nachfolger von R/3 war SAP ERP Central Component (SAP ECC) bzw. SAP ERP [Central Component (ECC)] 6.0 Enhancement Package 8. [Verwirrenderweise ist derzeit bei SAP teilweise auch die alternative Schreibweise Enterprise Core Component (ECC) zu finden.] Das neueste ERP-System von SAP heißt SAP S/4HANA. Support und Wartung für SAP ERP (SAP ECC) enden 2027. 
Der Name SAP R/3 entstand aus der Konzeption als Client-Server-System (System, Anwendungen und Produkte), wobei das „R“ für realtime („Echtzeit“) steht und die „3“ für die Programmgeneration, aus der ein R/3-System besteht (siehe unten). Der Vorgänger SAP R/2 war für den Betrieb auf Großrechner-Anlagen konzipiert. Dessen Vorgänger wurde ab 1972 entwickelt, das System R. SAP S/4HANA setzt sich aus den Teilen „HANA“ (HANA Datenbank), „S“ für simple (einfach) und „4“ für die vierte große ERP-Innovation zusammen.

## Struktur
SAP ECC unterscheidet sich von R/3 vor allem dadurch, dass es auf SAP NetWeaver aufbaut: integrale Bestandteile können in ABAP und in Java implementiert sein, und neue Funktionsbereiche werden häufig nicht mehr als Teil des bisherigen ERP-Systems (mit teils eng untereinander verknüpften Bestandteilen) erstellt, sondern als eigenständige Komponenten oder gar Systeme. Der ABAP-Teil der zentralen Komponente SAP ECC ist der technische Nachfolger des R/3 Enterprise 4.70 (einschließlich dessen Enterprise Extensions und Industry Solutions). Die Kernmodule von R/3 werden aber in ECC unverändert eingesetzt, welches auch ohne NetWeaver einsetzbar ist.
Es gibt die Releases
- mySAP ERP 2004 mit ECC 5.0, SAP Web AS 6.40
- SAP ERP 6.0 (vorher mySAP ERP 2005) mit ECC 6.0, SAP Web AS 7.0

SAP ECC ist erhältlich unter einem eigenen Lizenzvertrag oder im Rahmen eines Vertrags über die SAP Business Suite. Seit 2006 wird die ERP-Anwendung ausschließlich durch Enhancement Packages (Erweiterungspakete) funktional erweitert – zusätzlich zur üblichen Wartung durch Support Packages. SAP hat mit den SAP Enhancement Packages ein Erweiterungskonzept geschaffen, das einerseits für Stabilität bei bestehenden Funktionen sorgt und andererseits einen vereinfachten und selektiven Zugang zu neuen Funktionen ermöglicht. Dabei ist durch den Einsatz der Switch-Framework-Technologie sichergestellt, dass es keine funktionalen Änderungen bei der Installation gibt.
Ab Mai 2011 war das SAP Enhancement Package 5 generell verfügbar. Der Ramp-up für Enhancement Package 5 begann im Dezember 2010. Das Enhancement Package 6 ging im November 2011 in die Ramp-up Phase.
Da R/3 im Wesentlichen in ECC aufgegangen ist, treffen die Aussagen im folgenden Text sowohl auf SAP R/3 als auch ECC zu.

### Module
SAP ECC erlaubt die EDV-gestützte Abwicklung einer Vielzahl der Aufgaben, die in einem typischen Wirtschaftsunternehmen anfallen. Der modulare Aufbau entspricht der in vielen Unternehmen üblichen Organisationsstruktur. Die Module sind jedoch nicht im informationstechnischen Sinne unabhängig (modular); vielmehr sind die Funktionen eng miteinander verzahnt (Funktionsintegration), und die Inbetriebnahme eines Moduls hat stets auch Auswirkungen in anderen Modulen. Die Module weisen allerdings eine hohe Komplexität auf, so dass für ihren Betrieb oft auf die einzelnen Module spezialisiertes Personal (sog. Modulbetreuer) eingesetzt werden muss.
Nach ECC-Systematik sind dabei den drei von ECC unterstützten betriebswirtschaftlichen Anwendungsbereichen Rechnungswesen (SAP ERP Financials), Logistik (SAP ERP Operations) sowie Personalwirtschaft (SAP ERP Human Capital Management) jeweils „Module“ zugeordnet, die mit einem eindeutigen Kürzel bezeichnet werden. Die Module wiederum lassen sich in „Komponenten“ unterteilen.
Mit ERP hat sich die Systematik gegenüber R/3 insofern geändert, als nun unterschieden wird zwischen:
- ECC (ERP Central Component) als R/3 Nachfolger mit den unten genannten Modulen
- Weitere Komponenten, die den Charakter von Branchenlösungen haben, darunter Media, Telecommunications, Utility, Insurance, Health Care, Oil and Gas oder Mining

#### Rechnungswesen
(englisch Financials)
- FI: Finanzwesen (englisch Financial Accounting) Rechnungswesen
  - FI-GL: Hauptbuchhaltung (englisch General Ledger Accounting)
  - FI-AP: Kreditorenbuchhaltung (englisch Accounts Payable)
  - FI-AR: Debitorenbuchhaltung (englisch Accounts Receivable)
  - FI-BL: Bankbuchhaltung (englisch Bank Accounting)
  - FI-AA: Anlagenbuchhaltung (englisch Asset Accounting)
  - FI-CA: Vertragskontokorrent (englisch Contract Accounting)
  - FI-LC: Konsolidierung (englisch Legal Consolidation)
  - FI-SL: Spezielle Ledger (englisch Special Purpose Ledger)
  - FI-TV: Reisemanagement (englisch Travel Management)
- CO: Controlling (Kostenrechnung)
  - CO-OM: Gemeinkostenrechnung (englisch Overhead Cost Management)
  - CO-PC: Produktkostenrechnung (englisch Product Costing)
  - CO-OM-CEL: Kostenartenrechnung (englisch Cost Element Ledger)
  - CO-OM-CCA: Kostenstellenrechnung (englisch Cost Center Accounting)
  - CO-OM-OPA: Gemeinkostenaufträge und Projekte (englisch Overhead Orders and Projects Accounting)
  - CO-OM-ABC: Prozesskostenrechnung (englisch Activity Based Costing)
  - CO-PA: Ergebnis- und Marktsegmentrechnung (englisch Profitability Analysis)
  - EC-PCA: Unternehmenscontrolling, Profit Center Rechnung (englisch Enterprise Controlling, Profit Center Accounting)
  - EC-CS: Unternehmenscontrolling, Konsolidierungssystem (englisch Enterprise Controlling, Consolidation System)

Der Applikationskern mit den Finanzmodulen FI und CO beinhaltet in SAP ECC einige neue Funktionen. Dazu zählen:
- das neue Hauptbuch (englisch New General Ledger)
- ein Abstimmungstool für Intercompany-Geschäfte
- das Closing Cockpit
- FSCM Credit Management
- FSCM Dispute Management
- FSCM Collections Management
- FSCM Biller Direct

Im Detail gab es viele Erweiterungen in bekannten Bereichen wie z. B. der Anlagenbuchhaltung, wo der Abschreibungslauf
und periodische Bestandsbucher bezüglich der Performance optimiert worden sind. Bei einem Wechsel sollen mit der Extension-Set-Technik Neuerungen von
den Kunden einzeln eingeschaltet werden können. Gekapselte Neuerungen, wie z. B. das neue Hauptbuch, sind zwar technisch vorhanden, aber inaktiv.
(Quelle: ISBN 3-89842-746-3, mySAP ERP Financials (SAP PRESS))
- SEM: Unternehmenscontrolling (englisch Strategic Enterprise Management)
  - SEM-BCS: Business Consolidation
  - SEM-BPS: Business Planning and Simulation
  - SEM-CPM: Corporate Performance Monitor
  - SEM-SRM: Stakeholder Relationship Management
  - SEM-BIC: Business Information Collection
- EC: Unternehmenscontrolling (englisch Enterprise Controlling) (darunter EC-PCA Profit-Center-Rechnung)
- IM: Investitionsmanagement (englisch Investment Management)
- PSM: Haushaltsmanagement (englisch Public Sector Management)
- PS: Projektabwicklung (englisch Project System)
- RE: Immobilienmanagement (englisch Real Estate Management)
- TR: Finanzmanagement (englisch Treasury)

#### Personalwirtschaft
(englisch Human Capital Management - HCM)
- PA: Personalmanagement (englisch Personnel Management)
- PB: Personalbeschaffung
- PT: Personalzeitwirtschaft (englisch Personnel Time Management)
- PY: Personalabrechnung (englisch Payroll)
- PE: Veranstaltungsmanagement (englisch Training and Event Management)
- PD: Personalentwicklung (englisch Personnel Development)
- CP: Kostenplanung (englisch Cost Planning)

#### Logistik
(englisch Logistics)
- MM: Materialwirtschaft (englisch Materials Management)
  - Einkauf, Bestandsführung, Rechnungsprüfung, Inventur, Bewertung, Leistungsabwicklung, Materialstamm
- PP: Produktionsplanung und -steuerung (englisch Production Planning and Control)
  - darunter Bedarfsplanung MRP II; ergänzt ggf. durch das Zusatzprodukt Advanced Planner & Optimizer (APO)
- PM: Instandhaltung (englisch Plant Maintenance)
  - darunter Inspektion, Wartung, Instandsetzung, gemäß DIN 31051
- SD: Vertrieb (englisch Sales and Distribution)
  - Auftragsverwaltung, Versand und Transport, Fakturierung, Kreditmanagement, Außenhandel/Zoll
- LE: Lagerverwaltung, Versand und Transport (englisch Logistics Execution)
- EHS: Umweltmanagement, Gesundheitsschutz und Arbeitssicherheit (englisch Environment, Health & Safety)
- CS: Kundendienst (englisch Customer Service)
- QM: Qualitätsmanagement (englisch Quality Management)
- LO: Logistik Allgemein (englisch Logistics - General)
- PLM: Product-Lifecycle-Management
- PS: Projektsystem (englisch Project System)
- AB: Agenturgeschäft (S/4HANA: Abrechnungsmanagement) (englisch Agency Business (Settlement Management))
- WM: Lagerverwaltung (englisch Warehouse Management)
- TM: Transport Management (englisch Transportation Management)
- EWM: Lagerverwaltung (englisch Extended Warehouse Management)

#### Anwendungsübergreifende Module
(englisch cross applications)
- IS: Branchenlösungen (s. u.)
- WF: Workflow

### Branchenlösungen
(englisch Industry solutions)
Diese Module können durch Branchenlösungen ergänzt werden, die mit dem Präfix IS (Industry Solution) gekennzeichnet werden, z. B.
- IS-A (Automotive)
- IS-AD (Aerospace & Defense)
- IS-AFS (Apparel and Footwear)
- IS-Banking (Banking Industry)
- IS-BEV (Beverage)
- IS-DFPS (Defense Forces & Public Security)
- IS-EC&O (Engineering, Construction & Operations)
- IS-FS (Financial Services)
- IS-H (Healthcare)
- IS-HER (Higher Education & Research)
- IS-HMED (Clinical System)
- IS-M (Media)
- IS-M/AM (Media / Advertisement & Media-Sales)
- IS-M/SD (Media / Sales & Distribution)
- IS-MP (Mill Products)
- IS-OIL (Oil & Gas)
- IS-PS (Public Sector)
- IS-R (Retail)
- IS-RE (Real Estate)
- IS-T (Telecommunication)
- IS-U (Utilities)

## Zielgruppe
SAP ERP (SAP ECC 6.0) gilt als recht komplex und relativ teuer bei der Einführung, insbesondere durch die aufwendige individuelle Konfiguration und Anpassung (das sogenannte Customizing). Daher entscheiden sich hauptsächlich größere Unternehmen für SAP ERP. Mittlerweile wird SAP ECC durch SAP S/4HANA abgelöst. Um den unterschiedlichen Anforderungen der Unternehmen an ein ERP entgegenzukommen, gibt es insgesamt drei ERP-Suiten der SAP:
- für kleine Unternehmen das ERP „SAP Business One“
- für kleine und mittelständische Unternehmen das Cloud ERP „SAP Business ByDesign“
- und für große Unternehmen das hier ausführlich beschriebene Enterprise ERP

Viele Partner vertreiben bereits vorkonfigurierte Systeme, wodurch der Einführungsaufwand deutlich geringer werden soll.
Das SAP ECC-System ist grundsätzlich mandantenfähig, das heißt, es können mehrere Unternehmen mit weitgehend eigenständigen Einstellungen auf einem (physischen und/oder logischen) System verwaltet werden.
Für Klein- und Mittelbetriebe (SMB, Small and Midsize Businesses) stellt SAP eine Variante des ERP-Systems namens SAP Business ByDesign auf Mietbasis zur Verfügung. Für diese bietet SAP die Möglichkeit, den Server beziehungsweise die Wartung des Servers aus der eigenen Firma auszulagern, so dass diese kein eigenes Rechenzentrum betreiben müssen.

## Architektur

### Client-Server-Architektur
Das System verwendet eine dreigliedrige (three-tier) Client-Server-Architektur, bestehend aus:
- Datenbank-Server
- Applikationsserver
- Präsentationsschicht auf Client-Seite

Durch diese Struktur ist es bei steigenden Anforderungen möglich, die Aufgaben auf weitere Maschinen zu verteilen und dadurch die Leistungsfähigkeit des Gesamtsystems zu erhöhen.

#### Datenbank
Die verschiedenen SAP-Komponenten setzen eine eigene relationale SQL-Datenbank voraus, die nicht von dem Unternehmen selbst geliefert wird. SAP ERP und der SAP Web Application Server unterstützen neben der hauseigenen SAP MaxDB – eine von der Software AG übernommene Version von Adabas – gängige Produkte wie Db2, Informix, Microsoft SQL-Server sowie Oracle. Die aktuell unter einer Plattform unterstützten Kombinationen sind online in der Platform Availability Matrix (PAM) im Service-Marketplace dokumentiert.

#### Applikationsserver
Die gesamte betriebswirtschaftliche Verarbeitung erfolgt im Applikationsserver durch spezielle Programme, die in der proprietären Programmiersprache ABAP/4 (Advanced Business Application Programming Language) geschrieben sind und durch Tools wie Data-Dictionary, Maskengenerator oder Query-Manager ergänzt werden.
Die Sprache wurde seit SAP R/2 (1979) laufend weiterentwickelt. In neueren Releaseständen ab dem Jahr 2000 kann teils auch in Java programmiert werden. Der ABAP-Quellcode ist ohne Zusatzlizenzen zugänglich, sodass an der ausgelieferten Standardsoftware Änderungen möglich sind bzw. diese als Vorlage für eigene Anwendungen herangezogen werden kann.
Die Programme werden innerhalb einer speziellen Laufzeitumgebung ausgeführt, die sich SAP „Kernel“ nennt.

#### Kernel
Der Kernel ist in C programmiert und kann – im Unterschied zu den meisten ABAP-Programmen – vom Kunden weder eingesehen noch geändert werden. Der Kernel abstrahiert sowohl von den Gegebenheiten der eingesetzten Betriebssysteme als auch von der speziellen SQL-Syntax des eingesetzten DBMS, sodass ABAP-Programme auf allen Plattformen lauffähig sind, für die ein ABAP-Kernel zur Verfügung steht. Im Gegenzug müssen diese auf maschinen- oder datenbankspezifische Optimierungen oder Features verzichten.
Der Kernel enthält folgende wesentliche Bestandteile:
- Sperrserver
- Verbuchungsprozesse
- Spoolprozesse
- Dialogverarbeitung
- Hintergrundverarbeitung

Die Prozesse können je nach Bedarf auf unterschiedliche Maschinen verteilt sein. Der einfachste Fall (alle Prozesse laufen auf einem Applikationsserver) wird als sogenannte „Zentralinstanz“ bezeichnet. Für kleinere Szenarien ist diese Anordnung ausreichend; oft kann auch die Datenbank auf der gleichen Maschine gehalten werden. Einige Komponenten (insbesondere Sperr- und Verbuchungsprozesse) dürfen je System nur genau einmal existieren; die „Arbeitstiere“ hingegen (die Dialog- und Hintergrundprozesse), welche die eigentliche Programmausführung übernehmen, können über mehrere Maschinen verteilt werden. Die Kombination aus Datenbank und Applikationsserver-Prozessen wird als ERP-System bezeichnet.

#### Benutzeroberfläche
Ein Großteil der Anwendungen wird über die von SAP entwickelte grafische Benutzeroberfläche SAP GUI bedient. Je nach Komponente sind alternativ andere Clients möglich: Webbrowser mit oder ohne Java, WAP oder Java Web Start.
Erprobt wurden auch Möglichkeiten, OpenOffice.org als Frontend für ECC-generierte Berichte einzusetzen. Weiterhin wurde mit SAP Muse ein Projekt aufgesetzt, das künftig service-orientierte User-Interface-Funktionalität zur Verfügung stellen soll, die mit PC-Standard-Software/-Tools für Rich Internet Applications (RIA) wie Adobe Apollo, Microsoft WPF/Vista oder IBM with Rich Client Platform / RCP arbeiten kann. Aus dem Projekt ging die neue Clientsoftware SAP NetWeaver Business Client hervor, die es erlaubt, alle von SAP entwickelten Anwendungen rollenbasiert darzustellen.
Unter dem Namen Mendocino begann SAP 2005 gemeinsam mit Microsoft ein Projekt, das beide Software-Welten weiter verbinden sollte. Ein Jahr nach Projektstart kündigten beide Firmen die Auslieferung der Software an, die den Namen Duet trägt.

### Customizing
Anders als bei den meisten kleineren ERP-Systemen sind im SAP ERP zahlreiche Variationen der Funktionalität allein durch Parameter einstellbar. Die Anpassungen dieser Einstellungen werden als Customizing bezeichnet und sind bei jeder Einführung des Systems oder eines Moduls vorzunehmen.
Die Vielzahl von Parametern wird über einige Tausend Datenbank-Tabellen gesteuert, die zur Laufzeit ausgewertet werden. Ihre Pflege erfolgt über einen Parameter-Baum, der ähnlich der Anwendungsstruktur nach Modulen aufgebaut ist und Pflegemasken und Funktionshinweise für die zulässigen Einträge bietet. Alternativ kann dies auch direkt über die Pflege der Steuertabellen erfolgen.
Reichen die Einstellungsmöglichkeiten durch die vorhandenen Customizing-Funktionen nicht mehr aus, stellen die Standardprogramme an einer Reihe von Stellen Erweiterungspunkte zur Verfügung, an denen über eine definierte Schnittstelle kundenspezifische Programmteile in die Standardverarbeitung eingebettet werden können (User Exits, Customer Exits, Business Add-Ins (BAdIs), Enhancements).
Wenn auch diese Möglichkeiten nicht ausreichen, können kundenspezifisch (fast) alle Standardprogramme verändert werden. Diese „Modifikationen“ werden automatisch aufgezeichnet, um im Falle von Fehlern die Verantwortung zuordnen zu können. Wegen des erhöhten Folgeaufwands (Abgleich beim Update der Standardprogramme) werden Modifikationen jedoch nach Möglichkeit vermieden.
Das Zusammenspiel der verschiedenen Parameter ist nur teilweise dokumentiert – die Anpassung an ein Unternehmen bedarf daher seitens der verantwortlichen Berater einer gewissen Erfahrung.

### Host-Betriebssysteme
R/3 und die auf dem SAP Web AS ABAP bzw. SAP NetWeaver aufbauenden späteren SAP-Systeme (darunter SAP ERP/ECC) unterstützen serverseitig eine Reihe gängiger Plattformen:
- Unix-Derivate AIX, HP-UX, Linux (verschiedene CPU-Plattformen), Solaris und Tru64 UNIX.
- Windows NT und dessen Nachfolger.
- AS/400 und Nachfolger (IBM System i5, eServer i5, eServer iSeries).
- z/OS für IBM-Großrechner.

Seit 1999 befassen sich im SAP Linux Lab SAP-Mitarbeiter, Distributoren und Hardware-Hersteller gemeinsam mit der Herstellung von SAP-Produkten speziell für Linux. Zum Stand Mitte 2005 werden SUSE und Red Hat unterstützt, allerdings nur in bestimmten Server-Ausführungen dieser Distributionen. Andere Linux-Derivate sind durch die SAP nicht zertifiziert.

## Versionsübersicht
- SAP R/1 System RF: 1972
- SAP R/2 Mainframe System: 1979
- SAP R/3 Enterprise Edition 1.0 A: Juli 1992
- SAP R/3 Enterprise Edition 2.0: 1993
- SAP R/3 Enterprise Edition 3.0: 1995
- SAP R/3 Enterprise Edition 4.0B: Juni 1998
- SAP R/3 Enterprise Edition 4.3
- SAP R/3 Enterprise Edition 4.5B: März 1999
- SAP R/3 Enterprise Edition 4.6C: April 2001
- SAP R/3 Enterprise Edition 4.6F
- SAP R/3 Enterprise Edition 4.7: 2003
- SAP ERP Central Component (ECC) 5.0: 2004
- SAP ERP 6.0: Oktober 2005
  - SAP enhancement package 1 for SAP ERP 6.0: Dezember 2006
  - SAP enhancement package 2 for SAP ERP 6.0: Juli 2007
  - SAP enhancement package 3 for SAP ERP 6.0
  - SAP enhancement package 4 for SAP ERP 6.0
  - SAP enhancement package 5 for SAP ERP 6.0: Juni 2010
  - SAP enhancement package 6 for SAP ERP 6.0: Juni 2012
  - SAP enhancement package 7 for SAP ERP 6.0: 2013
  - SAP enhancement package 8 for SAP ERP 6.0: 2016
- SAP S/4 Business Suite for HANA (SAP S/4HANA): Februar 2015 (nur auf der Datenbank-Plattform SAP HANA funktionsfähig)

## Wartungsende
Im Februar 2020 hat Christian Klein, Co-Vorstandssprecher der SAP, den Kunden die Wartung für SAP ERP bis 2027 zugesichert.